# Plchov
Plchov (Duits: Pelchow of Pulchau) is een Tsjechische gemeente in de regio Midden-Bohemen en maakt deel uit van het district Kladno. Het dorp ligt op 8 km afstand van Slaný.
Plchov telt 203 inwoners (2023).

## Geografie
De Bakovskýbeek stroomt door het dorp.

## Geschiedenis
De eerste schriftelijke vermelding van het dorp dateert van 1227.
Sinds 1960 is Plchov een zelfstandige gemeente binnen het district Kladno.

## Verkeer en vervoer

### Autowegen
Er leiden regionale wegen naar het dorp. Op 2 km afstand van het Plchov loopt weg I/7 Praag - Chomutov.

### Spoorlijnen
Er is geen station in het dorp. Het dichtstbijzijnde station is Klobuky v Čechách op 5 km afstand. Dat station ligt aan spoorlijn 110 Kralupy nad Vltavou - Slaný - Louny.

### Buslijnen
Er is één gelijknamige bushalte in het dorp, die bediend wordt door lijn 588 Milý - Slaný van vervoerder ČSAD Slaný.

## Bezienswaardigheden
- Dorpskapel

## Galerĳ

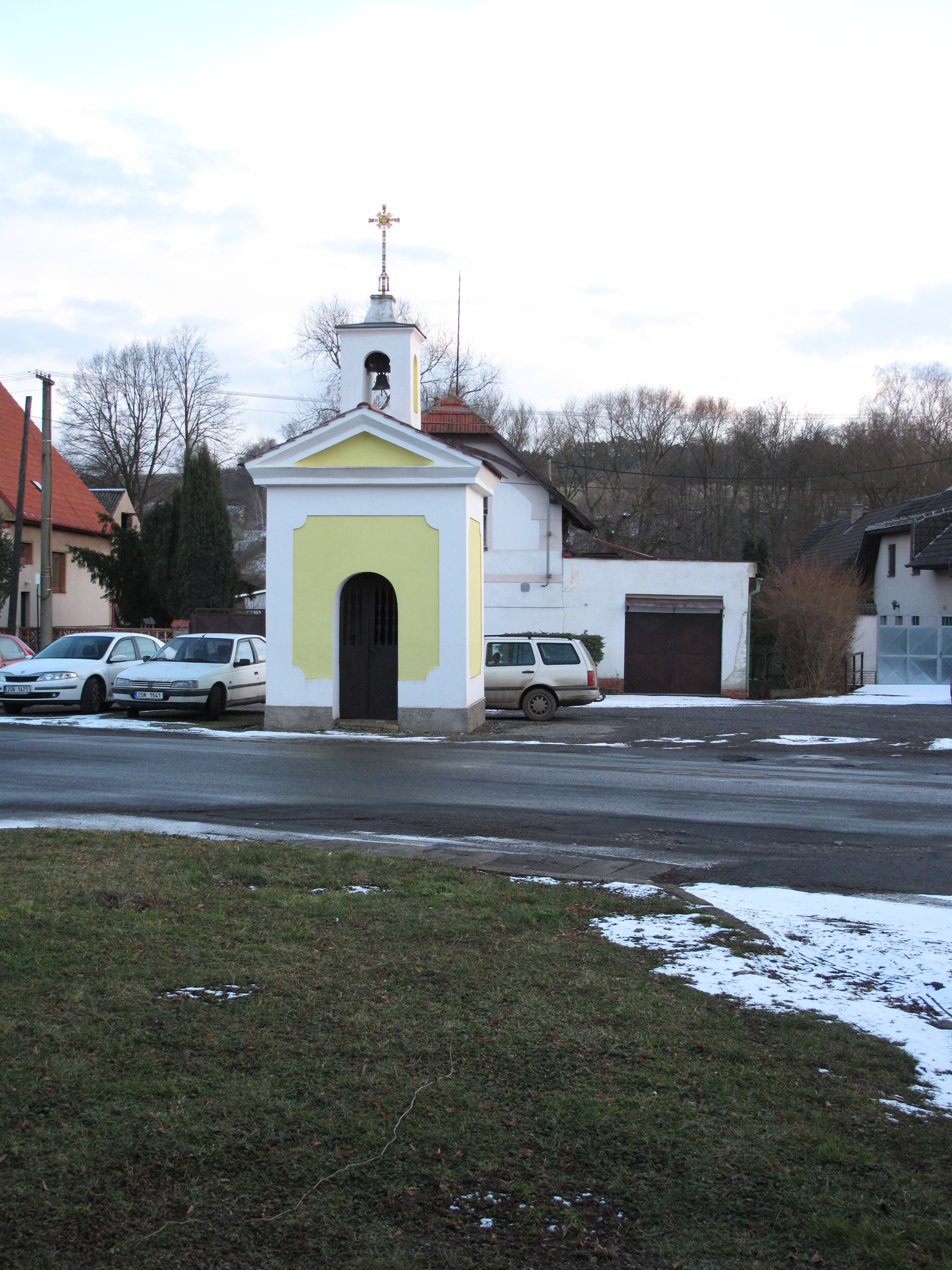
Dorpskapel
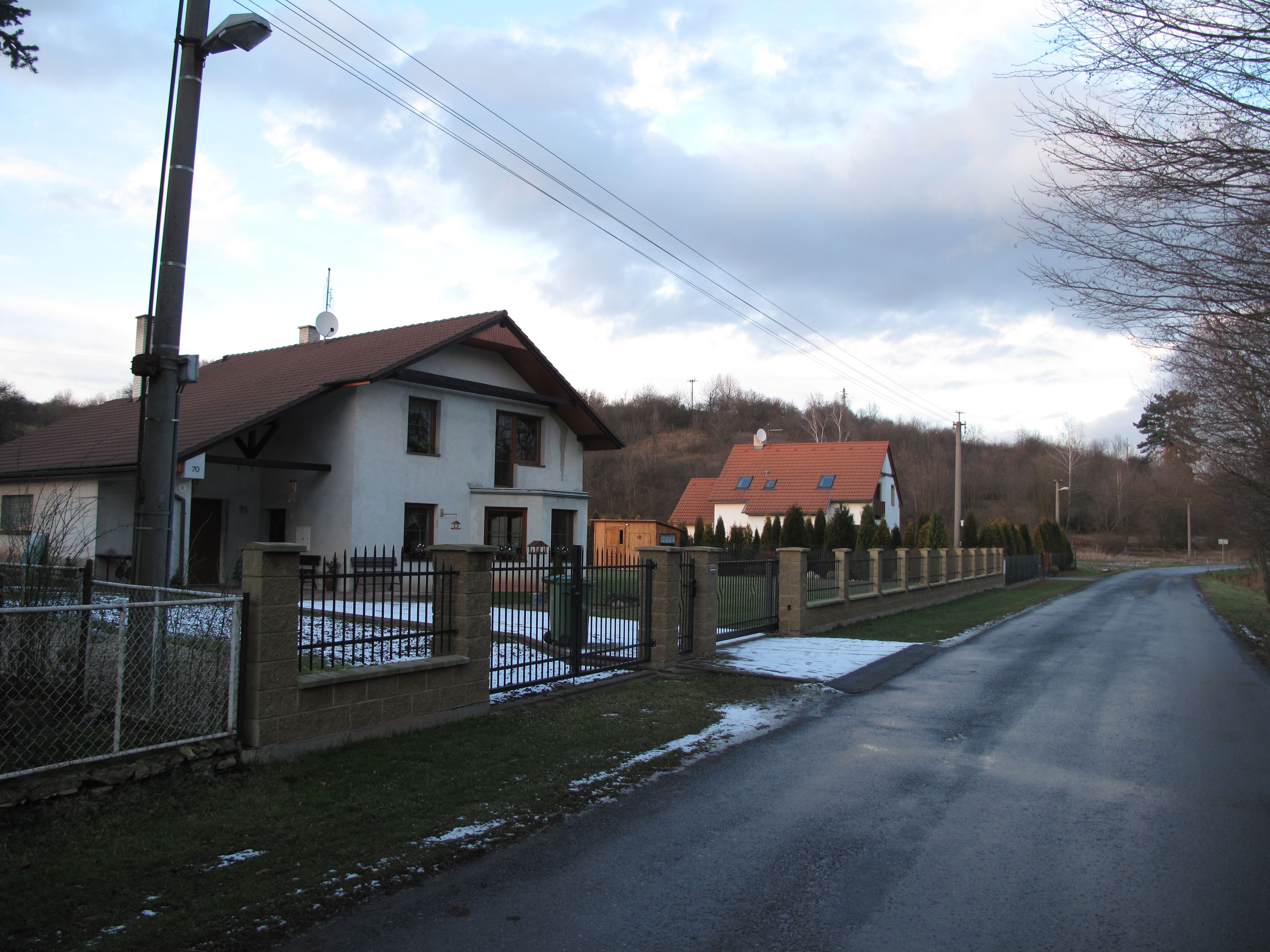
Straat in Plchov